# Kościół św. Andrzeja Apostoła w Tursku
Kościół świętego Andrzeja Apostoła w Tursku – rzymskokatolicki kościół parafialny należący do parafii pod tym samym wezwaniem (dekanat Gołuchów diecezji kaliskiej).
Budowę świątyni w stylu późnobarokowym rozpoczęto w 1777 roku z fundacji kasztelanowej kaliskiej Anny ze Swinarskich Chlebowskiej, ukończono ją w 1786 roku dzięki staraniom proboszcza Jana Karpieńskiego. Świątynia jest murowana, bazylikowa, posiada trójkondygnacyjną wieżę. Prezbiterium kościoła jest zamknięte trójbocznie, przy nim są umieszczone zakrystia oraz skarbczyk. Trójnawowa świątynia była odpowiedzią na napływające do Turska tłumy pielgrzymów czczących - cudami słynący - wizerunek Matki Bożej Łaskawej, aktualnie znajdujący się w ołtarzu głównym. Ludowy drzeworyt, z wizerunkiem Matki Bożej z Mariazell został uznany za cudowny w 1765 roku, natomiast koronowany został w 1968 roku.
Klasycystyczna architektura prezbiterium cechuje się monumentalnością i doskonałą harmonią. Wysoka i długa nawa główna kościoła podparta jest sześcioma ogromnymi filarami. We wnętrzu na uwagę zasługują sklepienie, na którym została namalowana historia przybycia cudownego obrazu do Turska oraz klasycystyczna ambona wykonana pod koniec XVIII wieku. W nawach bocznych polichromie stropowe przedstawiają tajemnice różańcowe. W ołtarzach bocznych znajdują się obrazy namalowane na przełomie XVIII i XIX wieku przedstawiające m.in. męczeństwo św. Andrzeja Apostoła, Chrystusa Ukrzyżowanego, Wniebowzięcie Najświętszej Maryi Panny, Matkę Bożą Bolesną.